# Stor konjunktion

Den stora konjunktionen år 6 f.v.t., som den såg ut den 12 november

Stor konjunktion är en konjunktion av planeterna Jupiter och Saturnus, innebärande att de två planeterna står mycket nära varandra på himlen. Sådana astronomiska händelser inträffar i genomsnitt vart 19,68 år. 
Konjunktioner inträffar i en kombination av Jupiters ungefär 11,9-åriga sideriska omloppstid och Saturnus 29,5-åriga. De två senaste stora konjunktionerna inträffade den 28 maj 2000 samt den 21 december 2020. Konjunktionen 2020 var den som var närmast jorden sedan 1623. Den var också den observerbara konjunktion, som var närmast jorden sedan 1226.
Den 21 december 2020 stod Jupiter och Saturnus endast 0,06° isär på himlen.
Den observerbara stora konjunktionen 2020 har ibland kallats en tidig julstjärna, eftersom den inträffade så tätt inpå julhelgen.

## Lista över stora konjunktioner 1800–2100
I nedanstående uppställning indikerar elongation Saturnus vinkelavstånd från solen. Låg elongation (mindre än 20°) indikerar att konjunktionen är svår att se, på grund av dess närhet till solen. Konjunktionerna kan mätas i flera koordinatsystem och ges här baserade på ekliptikan. Ekliptiska vinkelavstånd, som normalt är lägre än de som mäts i rektascension, mäts i koordinater baserade på himmelsekvatorn. Det bör noteras att konjunktionen inte kan ses vid den exakta tidpunkten av alla, på grund av att de två planeterna inte syns över horisonten eller att konjunktionen inträffar vid dagsljus på en viss observatörs plats.
| Datum             | Tidpunkt (UTC) | Vinkelavstånd från Saturnus till Jupiter | Elongation Saturnus, (från solen) | Stjärnbild  | Anteckningar                     |
| ----------------- | -------------- | ---------------------------------------- | --------------------------------- | ----------- | -------------------------------- |
| 17 juli 1802      | 22:57:00       | 39' syd                                  | 40.6° ost                         | Lejonet     |                                  |
| 19 juni 1821      | 16:56:57       | 1°10' norr                               | 63.3° väst                        | Fiskarna    |                                  |
| 26 januari 1842   | 06:16:53       | 32' syd                                  | 27.1° väst                        | Skytten     |                                  |
| 21 oktober 1861   | 12:27:02       | 48' syd                                  | 39.7° väst                        | Lejonet     |                                  |
| 18 april 1881     | 13:35:59       | 1°13' norr                               | 3.1° ost                          | Väduren     | För nära solen för att kunna ses |
| 28 november 1901  | 16:37:33       | 26' syd                                  | 38.2° ost                         | Skytten     |                                  |
| 10 september 1921 | 04:13:03       | 57' syd                                  | 9.7° ost                          | Lejonet     | För nära solen för att kunna ses |
| 8 augusti 1940    | 01:13:20       | 1°11' norr                               | 90.9° väst                        | Väduren     | Trippelkonjunktion               |
| 20 oktober 1940   | 04:42:14       | 1°14' norr                               | 164.0° väst                       | Väduren     | Trippelkonjunktion               |
| 15 februari 1941  | 06:36:25       | 1°17' norr                               | 72.9° ost                         | Väduren     | Trippelkonjunktion               |
| 19 februari 1961  | 00:07:18       | 14' syd                                  | 34.9° väst                        | Skytten     |                                  |
| 31 december 1980  | 21:17:24       | 1°03' syd                                | 90.9° väst                        | Jungfrun    | Trippelkonjunktion               |
| 4 mars 1981       | 19:14:36       | 1°03' syd                                | 155.9° väst                       | Jungfrun    | Trippelkonjunktion               |
| 24 juli 1981      | 04:13:35       | 1°06' syd                                | 63.8° ost                         | Jungfrun    | Trippelkonjunktion               |
| 28 maj 2000       | 15:56:27       | 1°09' norr                               | 14.9° väst                        | Väduren     | Nära solen och svår att se       |
| 21 december 2020  | 18:37:31       | 6' syd                                   | 30.1° ost                         | Enhörningen | Närmast jorden sedan 1623        |
| 31 oktober 2040   | 12:02:47       | 1°08' syd                                | 20.8° väst                        | Vågen       |                                  |
| 7 april 2060      | 22:36:24       | 1°07' norr                               | 41.9° öst                         | Oxen        |                                  |
| 15 mars 2080      | 01:49:55       | 6' norr                                  | 43.5° väst                        | Skytten     | Närmast jorden till 2417         |
| 18 september 2100 | 22:50:40       | 1°13' syd                                | 29.4° ost                         | Jungfrun    |                                  |

## Omtalade stora konjunktioner

### År 7 före Kristus
När Johannes Kepler studerade den stora konjunktionen 1883, ansåg han att Betlehemsstjärnan kunde ha varit en storkonjunktionshändelse. Han beräknade att en trippelkonjunktion med Jupiter och Saturnus inträffade år 7 före Kristus (astronomisk tideräkning −6). En trippelkonjunktion är en konjunktion av Jupiter och Saturnus vid eller nära deras opposition till solen. Vid sådana tillfällen synes Jupiter och Saturnus inta samma position över en period av några månader. Den senaste trippelkonjunktionen inträffade 1980–1981, och den nästa kommer att inträffa 2239.

### År 2000
Den näst senaste stora konjunktionen skedde den 28 maj 2000. Denna händelse var svår att observera utan optisk hjälp, eftersom planeternas elongation var 14,9° väst om solen, så att paret steg på himlen bara en kort stund efter soluppgången.

### År 2020
Den stora konjunktionen i december 2020 var den närmaste sedan 1623. Den inträffade sju veckor efter den heliocentriska konjunktionen, när Jupiter och Saturnus delar heliocentrisk longitud. Den närmaste separeringen inträffade den 21 december klockan 18:20 UTC, när Jupiter var 0,1° söder om Saturnus och 30° öster om solen. Detta betydde att båda planeterna var synliga i samma teleskopiska synfält (fastän de också är urskiljbara utan optiskt hjälpmedel). De två planeterna syntes lågt över horisonten i sydväst i stjärnbilden Enhörningen efter solnedgången. Från breddgrader en bit norrut syntes planeterna på mindre än 15°:s höjd en timme efter solnedgången.

## Konjunktioner som omen

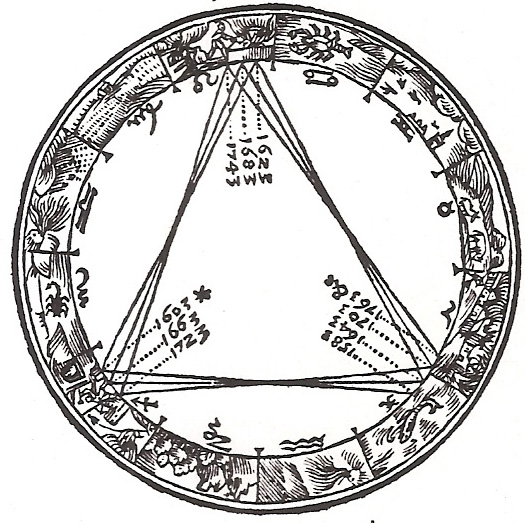
Keplers trigon, ett diagram över stora konjunktioner av Johannes Kepler i hans bok De Stella Nova från 1606

Stora konjunktioner har visats stort intresse som omen på stjärnhimlen. Under senmedeltiden och renässansen har stora konjunktioner studerats av flertalet astronomer fram till Tycho Brahe och Johannes Kepler, till exempel av Roger Bacon och Pierre d'Ailly, och de omtalades i icke-vetenskaplig litteratur av författare som  Dante och Shakespeare. Detta intresse i Europa kan spåras tillbaka till översättningar av arabiska källor, varav en av de mest kända är Albumasars (Abu Ma'shar al-Balkhis) bok om konjunktioner, De magnis coniunctionibus, som översattes på 1100-talet.
Eftersom stora konjunktioner uppträder tidsmässigt efter varandra nästan 120° från varandra, uppvisar deras inträffande ett triangulärt mönster. Tidsmässigt återkommer var tredje konjunktion efter ungefär 60 år i närheten av den första. Dessa återkomster ändrar plats ungefär 7–8°, vilket innebär att de oftast syns i en annan stjärnbild.